# Wallmerath
Wallmerath ist ein Ortsteil der Ortsgemeinde Winterspelt im Eifelkreis Bitburg-Prüm in Rheinland-Pfalz.

## Geographische Lage
Wallmerath liegt nordwestlich von Winterspelt in einer Entfernung von rund 800 m. Der Ort liegt auf einer Hochebene und ist überwiegend von landwirtschaftlichen Nutzflächen sowie einem Wald im Osten umgeben. Südlich von Wallmerath fließt der Frehlenbach, nordöstlich des Ortes fließen einige Ausläufer des Ihrenbaches.

## Geschichte
Im Jahre 1777 bestand Wallmerath aus zwei einzelnen Hausständen. 1840 zählte man bereits acht einzeln gelegene Gebäude. Seitdem sind einige weitere Gebäude hinzugekommen, es kam jedoch nicht zu einem ausgeprägten Wachstum.
Winterspelt war der Hauptort einer prümischen Schultheißerei, zu welcher außer Winterspelt selbst auch Eigelscheid, Elcherath, Hemmeres, Ihren und Wallmerath gehörten. Jene war Teil des Amtes Prüm und gehörte bis zum Ende des 18. Jahrhunderts landesherrlich zum Kurfürstentum Trier.
Im Jahr 1794 hatten französische Revolutionstruppen das Linke Rheinufer besetzt. Von 1798 an gehörten alle Ortsteile in der heutigen Gemeinde Winterspelt (außer Heckhalenfeld) zum Kanton Schönberg im Saardepartement.

## Naherholung
Durch Wallmerath verläuft ein Wanderweg des Prümer Landes. Es handelt sich um einen rund 9 km langen Rundwanderweg von Winterspelt nach Wallmerath und Ihren. Highlights am Weg sind das Ihrenbachtal und die Heltenbacher-Mühle.

## Wirtschaft und Infrastruktur

### Unternehmen
In Wallmerath wird ein Fachhandel für Landmaschinen betrieben.

### Verkehr
Es existiert eine regelmäßige Busverbindung.
Wallmerath ist durch die Landesstraße 16 erschlossen. Wenig nördlich des Ortes verläuft die Bundesautobahn 60 mit der Anschlussstelle Winterspelt.